# Парлан
Парла́н (фр. и окс. Parlan) — коммуна во Франции, находится в регионе Овернь. Департамент — Канталь. Входит в состав кантона Сен-Маме-ла-Сальвета. Округ коммуны — Орийак.
Код INSEE коммуны — 15147.
Коммуна расположена приблизительно в 450 км к югу от Парижа, в 130 км юго-западнее Клермон-Феррана, в 24 км к юго-западу от Орийака.

## Население
Население коммуны на 2008 год составляло 307 человек.
| 1962 | 1968 | 1975 | 1982 | 1990 | 1999 | 2006 | 2008 |
| ---- | ---- | ---- | ---- | ---- | ---- | ---- | ---- |
| 377  | 442  | 409  | 360  | 323  | 280  | 302  | 307  |

## Администрация
| Период | Период | Фамилия        | Партия | Примечания |
| ------ | ------ | -------------- | ------ | ---------- |
| 2001   | 2008   | Мишель Тейседу |        |            |
| 2008   |        | Жерар Оль      |        |            |

## Экономика
В 2007 году среди 186 человек в трудоспособном возрасте (15—64 лет) 134 были экономически активными, 52 — неактивными (показатель активности — 72,0 %, в 1999 году было 66,2 %). Из 134 активных работали 126 человек (75 мужчин и 51 женщина), безработных было 8 (4 мужчины и 4 женщины). Среди 52 неактивных 18 человек были учениками или студентами, 18 — пенсионерами, 16 были неактивными по другим причинам.